# Lowell Fulson
Lowell Fulson, również Lowell Fullsom lub Lowell Fulsom (ur. 31 marca 1921 w Tulsie, zm. 6 marca 1999 w Long Beach) – amerykański gitarzysta bluesowy.
Urodził się w mieście Tulsa w Oklahomie. Gdy miał osiemnaście lat dołączył do Algera „Texas” Alexandra, jednak po przeprowadzce do Kalifornii założył zespół, którego członkami stali się m.in. Ray Charles i Stanley Turrentine. W swojej karierze nagrywał albumy dla wytwórni: Swing Time, Chess Records, Kent Records oraz Rounder Records. Jego najważniejsze i najbardziej znane utwory to „3 O’Clock Blues”, „Everyday I Have the Blues”, „Lonesome Christmas”, „Reconsider Baby”, a także „Tramp”.
W 1993 roku został wprowadzony do Blues Hall of Fame oraz został nominowany do nagrody Grammy. Jego piosenka „Reconsider Baby” została wybrana przez Rock and Roll Hall of Fame jako jedna z tych, które ukształtowały rock and roll („500 Songs That Shaped Rock and Roll”).
Ostatnie lata swojego życia spędził w Los Angeles. Zmarł w Long Beach, mając 77 lat. Jego towarzyszka, Tina Mayfield, wytłumaczyła, że śmierć muzyka spowodowały problemy z nerkami, cukrzyca oraz niewydolność serca. Miał czwórkę dzieci i trzynaścioro wnucząt.
W filmie Ray z 2004 roku, postać Fulsona została odegrana przez innego bluesowego muzyka, Chrisa Thomasa Kinga.